# Герб Олександрійського району
Герб Олександрі́йського райо́ну — затверджений рішенням № 81 V сесії Олександрійської районної ради XXIV скликання 25 грудня 2002 року. 
Автор — В. Кривенко.

## Опис
|  | На синьому фоні зображений у русі срібний кінь із золотими гривою і копитами та повернутою вбік головою; на золотій відділеній лускоподібній основі — червоні лук і стріла, покладені в балку; у лівій золотій скошеній главі — червоний лапчастий (козацький) хрест, що є також центральним елементом герба міста Олександрії. |